# Västra Innerstaden
Västra Innerstaden was een stadsdeel (Zweeds: stadsdel) van de Zweedse gemeente Malmö. Het stadsdeel telde 33.191 inwoners en heeft een oppervlakte van 4,65 km². De wolkenkrabber Kronprinsen heeft een hoogte van 84 meter en is gelegen in het oosten van Västra Innerstaden.
Op 1 juli 2013 werd het stadsdeel samengevoegd met Södra Innerstaden, hieruit ontstond het nieuwe stadsdeel Innerstaden.

## Deelgebieden
Het stadsdeel bestond uit de volgende 14 deelgebieden (Zweeds: delområden):
| Naam                | Inwoners (2013) |
| ------------------- | --------------- |
| Dammfri             | 3841            |
| Fridhem             | 1793            |
| Fågelbacken         | 2642            |
| Hästhagen           | 1625            |
| Kronborg            | 2017            |
| Kronprinsen         | 1125            |
| Mellanheden         | 1746            |
| Pildammsparken      | 0               |
| Ribersborg          | 8586            |
| Ribersborgsstranden | 0               |
| Rönneholm           | 7364            |
| Solbacken           | 1238            |
| Teatern             | 251             |
| Västervång          | 963             |